# Eupeodes okinawensis
Eupeodes okinawensis är en tvåvingeart som först beskrevs av Matsumura 1916.  Eupeodes okinawensis ingår i släktet fältblomflugor, och familjen blomflugor. Inga underarter finns listade i Catalogue of Life.